# Instruction
«Instruction» (с англ. — «инструкция») — песня английского диджея и продюсера Jax Jones, записанная совместно с американской певицей Деми Ловато и британской рэппершей Stefflon Don. Авторами песни являются MNEK, Stefflon Don, Деми Ловато и Jax Jones. Трек был выпущен 16 июня 2017 года лейблом Polydor Records.

## История
12 июня 2017 года Jax Jones сначала поделился фрагментом песни в Twitter, также объявив дату выхода сингла. Stefflon Don также опубликовала в Twitter аналогичный фрагмент спустя несколько минут, в то время как Деми Ловато сделала то же самое 13 июня 2017 года. «Это будет огонь», — написала она под своим постом.
14 июня 2017 года Деми Ловато поделилась более длинным тизером песни.

## Релиз
Официальная премьера сингла состоялась 16 июня. Песня стала доступна как для покупки, так и для стриминга.

## Видеоклип
Премьера музыкального видео состоялась 2 августа на YouTube.

## Критика
Майк Васс из Idolator описал трек как «Фейерверк, переделанный под самбу, который может похвастаться британским рэппом Стеффлон Дон. Песня определённо является мгновенным претендентом на песню лета.»
Кэт Бин из Billboard заявила, что «песня уже обещает подчинить себе летнее радио». Она описала эту песню как «массивную мелодию, возглавляемую бурно развивающимися барабанами с ярким поп-положением, противостоящим ему безошибочной партией бразильского карнавала».

## Чарты
| Чарт (2017-18)                             | Лучшая позиция |
| ------------------------------------------ | -------------- |
| Australia (ARIA)                           | 72             |
| Австрия (Ö3 Austria Top 40)                | 66             |
| Бельгия/Фландрия (Ultratop 50)             | 37             |
| Бельгия/Фландрия (Ultratop Dance)          | 4              |
| Бельгия/Валлония (Ultratop 50)             | 23             |
| Бельгия/Валлония (Ultratop Dance)          | 3              |
| Colombia Anglo (Monitor Latino)            | 15             |
| Croatia (HRT)                              | 49             |
| Чехия (Rádio — Top 100)                    | 45             |
| Чехия (Singles Digitál Top 100)            | 56             |
| Euro Digital Songs (Billboard)             | 17             |
| Финляндия (Latauslista Download)           | 12             |
| Франция (SNEP)                             | 145            |
| Германия (GfK)                             | 31             |
| Guatemala Anglo (Monitor Latino)           | 13             |
| Ireland (IRMA)                             | 29             |
| Israel (Media Forest TV Airplay)           | 7              |
| Latvia (Latvijas Top 40)                   | 24             |
| Нидерланды (Dutch Top 40)                  | 25             |
| Netherlands (Mega Top 50)                  | 41             |
| Нидерланды (Single Top 100)                | 50             |
| New Zealand Heatseekers (RMNZ)             | 6              |
| Philippines (Philippine Hot 100)           | 41             |
| Польша (Polish Airplay Top 100)            | 22             |
| Португалия (AFP)                           | 70             |
| Россия (TopHit)                            | 27             |
| Шотландия (OCC Scotland)                   | 10             |
| Словакия (Rádio — Top 100)                 | 75             |
| Словакия (Singles Digitál Top 100)         | 47             |
| South Korea International (Gaon)           | 51             |
| Sweden (Sverigetopplistan)                 | 94             |
| Turkey (Number One Top 40)                 | 9              |
| Великобритания (OCC UK Singles)            | 13             |
| Великобритания (OCC UK Dance)              | 3              |
| США (Billboard Dance Club Songs)           | 34             |
| США (Billboard Hot Dance/Electronic Songs) | 22             |

## Сертификации
| Регион | Сертификация | Продажи |
| --- | ------------ | ------- |
| Бразилия (ABPD) | Золотой      | 20,000  |
| Германия (BVMI) | Золотой      | 200 000 |
| Италия (FIMI) | Золотой      | 25 000  |
| Великобритания (BPI) | Платиновый   | 600 000 |
| * Данные о продажах приведены только на основе сертификации. · ^ Данные о тиражах приведены только на основе сертификации. · Данные о продажах + прослушиваниях приведены только на основе сертификации. |              |         |